# Rio Luando
O rio Luando é um curso de água de Angola que faz parte da bacia do Cuanza. Corre no centro de Angola e é um afluente da margem direita do maior rio inteiramente angolano, o Cuanza. O baixo Luando é um rio de grandes planícies alagadiças que formam grandes áreas lagunadas, parte da histórica região da Baixa do Cassange. Tem a sua nascente no município do Moxico na província do Moxico e sua foz no município de Cangandala na província de Malanje.
Um dos grandes afluentes da margem direita do rio Cuanza, o rio Luando foi cartografado pelos expedicionários portugueses Hermenegildo Capelo e Roberto Ivens em 1878. Eles passaram no trecho próximo da sua foz no rio Cuanza.
Apresenta uma monumental queda de água nas proximidades da vila de Luando, as segundas maiores de Angola, muito semelhante às quedas de Calandula (Duque de Bragança) no rio Lucala.